# Chladicí vitrína

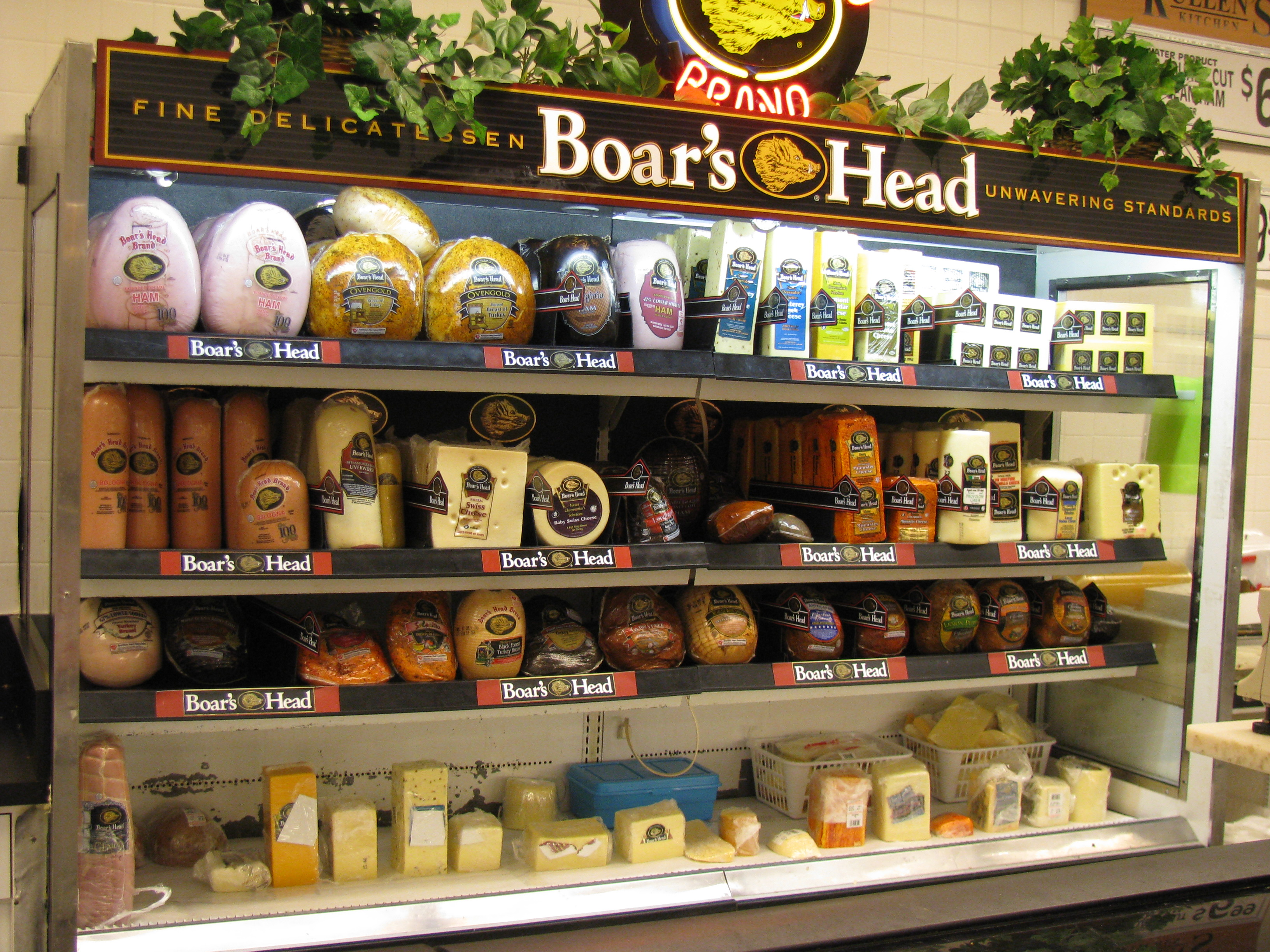
Cladicí vitrína se sortimentem sýrů

Chladicí vitrína slouží k přehlednému uložení chlazeného zboží a snadnému přístupu zákazníka k vystaveným potravinám.
Základní dělení chladicích vitrín:
Podle zdroje energie
- Vitríny s agregátem
- Vitríny bez agregátu

Podle tvaru
- Vany
- Truhly
- Regály

Podle účelu
- Pro velkoobchod
- Pro maloobchod
- Pro cukrárny
- Pro restaurační zařízení

Rozdíl mezi chladicími a mrazicími vitrínami je především teplota. Chladicí vitrína dosahuje nejnižší teploty 0 °C, zatímco mrazicí vitríny udržují teplotu hluboko pod nulou.